# 20. Panzer-Division (Wehrmacht)
Die 20. Panzer-Division war ein Großverband der Wehrmacht im Zweiten Weltkrieg. Sie wurde während des gesamten Krieges an der Ostfront eingesetzt.

## Geschichte

### 1940

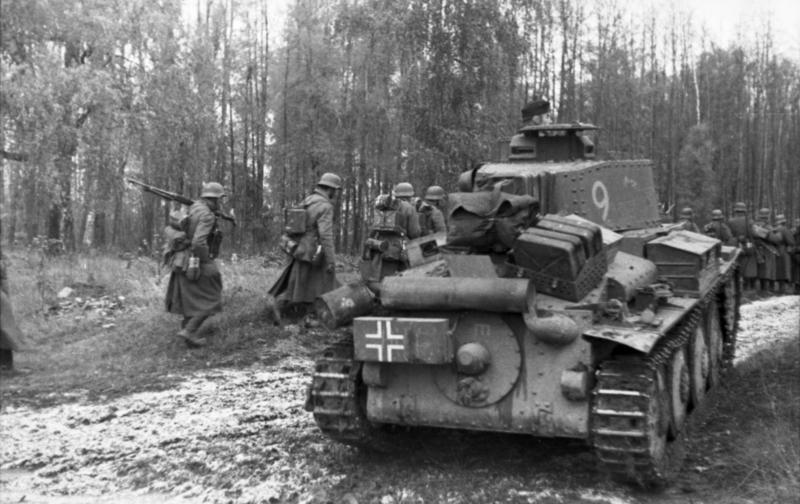
Panzer 38(t) der Division (Truppenkennzeichen am Heck und Turmnummer 9) mit Infanterie, Nordrussland, Oktober 1941.

Die 20. Panzer-Division wurde ab 15. Oktober 1940 im Wehrkreis IX in Hildesheim/Kassel hauptsächlich aus Teilen der 19. Infanterie-Division und verschiedener Ersatz-Einheiten aufgestellt, was am 1. Mai 1941 abgeschlossen war. Während der Aufstellungsphase war die Division der Heeresgruppe C unterstellt.
Die Gliederung mit den für den Verband durchgeführten Neuaufstellungen war:
- Divisionsstab (Erfurt) (aus )
- Panzer-Regiment 21 (Stuttgart/Bamberg) (aus je 2 Kompanien der Panzer-Ersatz-Abteilungen 1, 7, 25 und 35)
- Schützen-Brigade 20 ()
  - Schützen-Regiment 59 () (aus Stab/, I. Bataillon und III. Bataillon / Infanterie-Regiment 59)
  - Schützen-Regiment 112 () (Neuaufstellung mit Personalrahmen von der 19. Infanterie-Division (Stab/, III. Bataillon / Infanterie-Regiment 74 und II./ Infanterie-Regiment 59))
  - Kradschützen-Bataillon 20 () (aus Umgliederung und Neuausrüstung III. Bataillon / Infanterie-Regiment 115 (33. Infanterie-Division))
- Panzer-Artillerie-Regiment 92 () (aus Aufstellung durch Artillerie-Ersatz-Abteilung 29, III.Abteilung / Artillerie-Regiment 19, III./ Art.Rgt. (tmot.) 697 und Art.Abt. (tmot.) 684)
  - Beobachtungs-Batterie (mot.) 335
- Panzer-Aufklärungs-Abteilung 92 () (aus Aufstellung durch Aufklärungs-Ersatz-Abteilung 4 (Sonderhausen))
- Panzerjäger-Abteilung 92 () (Neuaufstellung durch Panzerjäger-Ersatz-Abteilung 9 und Eingliederung Panzerjäger-Kompanie (motZ.) 306 (556. ID))
- Nachrichten-Abteilung 92 () (aus Nachrichten-Abteilung (tmot.) 231)
- Panzer-Pionier-Bataillon 92 () (Neuaufstellung durch Pionier-Ersatz-Bataillon 29 (Hannoversch-Münden) und je 2. Kompanie / Pi.Btl. 45 und 46)
- Sonstige Versorgungstruppen mit der Nr. 92 (von aufgelösten Divisionen und aus Heerestruppen)

Für die Motorisierung der Division wurden zu einem großen Teil französische Kraftfahrzeuge herangezogen. Die Panzer-Aufklärungs-Abteilung erhielt französische Panzerspähwagen P 204 (f), das Panzer-Regiment tschechische Panzerkampfwagen 38 (t).

### 1941
Während des Deutsch-Sowjetischen Krieges gehörte die Division überwiegend zur Heeresgruppe Mitte. Die Division war von Mai 1941 bis August 1941 bei der Panzer-Gruppe 3, wechselte dann in der Folge zwischen den unterschiedlichen Panzereinheiten der Heeresgruppe. Am 22. Juni 1941 überschritt sie im Rahmen des XXXIX. Armeekorps (mot.) zusammen mit der 7. Panzerdivision die Grenze bei Kalvarija und bildete bei Alytus einen Brückenkopf über den Njemen. Ende Juni/Anfang Juli war die Division maßgeblich in der Kesselschlacht bei Białystok und Minsk eingebunden, drang am 28. Juni in Minsk ein und stellte die Verbindung zur Panzergruppe 2 her. Die Division errichtete am 8. Juli bei Ulla einen Brückenkopf über die westliche Düna, drang am 9. Juli in Witebsk ein und näherte sich am 13. Juli der Stadt Welisch. Danach war die Division Ende Juli im Raum von Demidow an der Kesselschlacht bei Smolensk beteiligt. Ab 2. Oktober griff die Division im Verband des LVII. Armeekorps aus dem Raum Roslawl gegen Juchnow an. Im November und Dezember 1941 kämpfte die Division während der Schlacht um Moskau im Verband des LVII. Armeekorps im Raum Borowsk.

### 1942
Die 20. Panzerdivision hat vom März bis April 1942 an der Beseitigung eines Kessels im rückwärtigen Raum der Heeresgruppe Mitte mitgewirkt.
Von August 1942 an kämpfte die Division für ein Jahr im Bereich um Orel.

### 1943
Während der Schlacht im Kursker Bogen (Juli 1943) griff die 2. und 20. Panzer-Division im Verband des XXXXVII. Panzerkorps in Richtung Olchowatka an, konnte aber den Widerstand der Roten Armee nicht brechen. Im Mai und Juni 1944 wurde die Division bei Cholm aufgefrischt.

### 1944
Am 19. Juni 1944 verließ ein Transport mit 21 neuen Jagdpanzern IV für die Panzerjäger-Abteilung 92 der Division das Heereszeugamt.
Bei der am 21. Juni 1944 von der Roten Armee eingeleiteten Operation Bagration stand die 20. Panzerdivision als Reserve der 9. Armee an der Linie Titowka-Girowka im Raum Bobruisk. Sie wurde nach dem Durchbruch der sowjetischen 48. Armee geteilt nach Schlobin und in Richtung Rogatschew eingesetzt und konnte daher dem gefährlicheren Einbruch bei Paritschi nicht entgegenwirken. Dieser Umstand führte zur eigenen Abschneidung und später mit den Divisionen des XXXV. Armeekorps  zum Untergang im Kessel von Titowka. Die Masse der Division wurde zerschlagen, Reste der Gruppe Kessel konnten über den Swislotsch-Abschnitt ausbrechend, Anfang Juli bei Pogoreloje die Verbindung zur 12. Panzerdivision herstellen und wurden dann nach Rumänien zur Heeresgruppe Südukraine verbracht. Hier erfolgte bis Oktober 1944 die Auffrischung der Division. Hierfür wurde am 24. September ein Transport mit 21 neuen Jagdpanzern IV für die Wiederausrüstung der Panzerjäger-Abteilung 87 der Division vom Heereszeugamt auf den Weg gebracht.
Anschließend wurde die Division zur Neuaufstellung nach Arys (Ostpreußen) transportiert und wieder der Heeresgruppe Mitte unterstellt.

### 1945
Bis Januar 1945 blieb die Division zur Verfügung und wurde dann beim Kampf um Ungarn am Hron-Abschnitt eingesetzt. Ein Gegenangriff der 20. Panzerdivision bei Ersekuj konnte am 11. Januar die sowjetische 6. Garde-Panzerarmee kurzfristig aufhalten.
Ab 24. Januar 1945 kämpfte die Division unter Oberst von Oppeln-Bronikowski in Schlesien (Raum nordöstlich von Gleiwitz), sie war im Februar 1945 erst bei der Niederschlesischen Operation und dann im März 1945 bei der Oberschlesischen Operation eingebunden. Bis April 1945 war die Division der 17. Armee zugeteilt, im Mai 1945 kam sie zur 4. Panzerarmee. Ende April 1945 kämpfte die Division in der Schlacht um Bautzen und zu Kriegsende in Sachsen.

## Kriegsverbrechen Osaritschi
Als Reserve der 9. Armee war die 20. Panzerdivision im März 1944 an einem Kriegsverbrechen beteiligt. Unter der deutschen Besetzung Weißrusslands waren die arbeitsfähige Bevölkerung versklavt und die Arbeitsunfähigen deportiert worden. Die zurückgebliebenen Familienmitglieder, die sich nicht mehr selbst versorgen konnten – Frauen, Alte und Kinder –, wurden in drei eigens errichtete Sammellager bei Osaritschi verbracht. Die Lager befanden sich in einem Sumpfgebiet im Niemandsland zwischen deutscher und sowjetischer Frontlinie und sollte eine mögliche sowjetische Offensive stören. Insgesamt ca. 40.000 Menschen waren hier ohne jegliche Gebäude und Einrichtung interniert und ein bis zwei Wochen unversorgt gelassen. Mindestens 9000 als arbeitsunfähig eingestufte Zivilisten fanden den Tod.
Die 20. Panzerdivision errichtete wie die 35. ID, 110. ID und die 129. ID Zwischenlager in Dörfern für die Unterbringung der Deportierten auf ihrem Weg in die Endlager ein. Auch an der Erfassung und dem Transport der Zivilisten im Divisionsbereich war die sie beteiligt. Dabei ging sie im Vergleich zu den anderen Divisionen besonders übereifrig beim Zusammentreiben der Menschen vor, so dass sie 7000 Zivilisten mehr als vorgesehen zusammengetrieben hatte, die nicht mehr per Eisenbahn abtransportiert werden konnten und in extra zu diesem Zweck geräumten Ortschaften im Bereich des LV. Armee Korps verbleiben mussten.

## Kommandeure
- 13. November 1940: Generalmajor/Generalleutnant Horst Stumpff
- 10. September 1941: Oberst Georg von Bismarck
- 14. Oktober 1941: Generalmajor Wilhelm von Thoma
- Ende Mai/Juni 1942: unbekannt
- 1. Juli 1942: Generalmajor Walther Düvert
- 1. oder 10. Oktober 1942: Oberst/Generalmajor Heinrich von Lüttwitz
- 5. oder 12. Mai 1943: Generalmajor Mortimer von Kessel
- 1. Januar 1944: Oberst Werner Marcks
- 2. oder 7. Februar 1944: Generalleutnant Mortimer von Kessel
- 6. November 1944: Oberst/Generalmajor Hermann von Oppeln-Bronikowski

## Gliederung
1940/41
- Schützen-Brigade 20 mit
  - Schützen-Regiment 59
    - I. und II. Bataillon aus Infanterie-Regiment 59 aufgestellt
    - I. und III. Bataillon aus Teilen der 19. Infanterie-Division aufgestellt

  - Schützen-Regiment 112
    - I. und II. Bataillon mit neuem Stab aufgestellt
    - I. aus III./Infanterie-Regiment 74 aufgestellt
    - II. aus II./Infanterie-Regiment 59 aufgestellt

  - Krad-Schützen-Bataillon 20 aus III./Infanterie-Regiment 115 der 33. Infanterie-Division aufgestellt

- Panzer-Regiment 21 mit 3 Abteilungen; aus der Panzer-Ersatz-Abteilungen 7 (Vaihingen) und 35 (Bamberg) gebildet
- Artillerie-Regiment 92 mit 3 Abteilungen
  - I. aus III./Artillerie-Regiment 19 aufgestellt
  - II. aus III./Artillerie-Regiment 697 aufgestellt
  - III. aus Schwerer Artillerie-Abteilung 648 aufgestellt
- Divisions-Einheiten 92

1942
Aufgrund hoher Verluste werden folgende Änderungen vorgenommen:
- I. und II. Abteilung des Panzer-Regiments 21 aufgelöst, Stab des Panzer-Regiments 21 in neuen Brigade-Stab überführt
- II./Schützen-Regiment 112 aufgelöst
- Aufklärungs-Abteilung 92 aufgelöst
- Schützen-Regimenter werden in Panzer-Grenadier-Regimenter umgewandelt

1943
- Stab und II./Panzer-Grenadier-Regiment 112 wird durch Grenadier-Regiment 890 (ehem. Wehrkreis-Unterführerschule IV) ersetzt

1944
- Stab Panzer-Regiment 21 wird aus dem Stab der Panzer-Brigade 101 gebildet
- II./Panzer-Regiment 21 wird aus Panzer-Abteilung 2101 gebildet

## Bekannte Divisionsangehörige
- Otto Carius (1922–2015), Apotheker und Offizier
- Karl-Günther von Hase (1917–2021), war von 1977 bis 1982 Intendant des ZDF
- Josef Moll (1908–1989), war von 1966 bis 1968 als Generalleutnant des Heeres der Bundeswehr Inspekteur des Heeres
- Hans-Christian Pilster (1914–1989), war Generalmajor der Bundeswehr und Abteilungsleiter im Bundesnachrichtendienst
- Wilhelm Voß (1907–1996), war von 1962 bis 1965, als Brigadegeneral des Heeres der Bundeswehr, Inspizient der ABC-Abwehrtruppe